# Costaticella gisleni
Costaticella gisleni is een mosdiertjessoort uit de familie van de Catenicellidae. De wetenschappelijke naam van de soort is voor het eerst geldig gepubliceerd in 1954 door Silén.